# 新生活报
新生活报（俄语：Новая Жизнь）是已停刊的俄罗斯孟什维克报纸，该报于1917年4月18日（5月1日）至1918年7月16日在彼得格勒出版（共354期），随后于1918年6月至7月在莫斯科出版，随后停刊。最著名的撰稿人是马克西姆·高尔基。1917年9月，根据俄罗斯临时政府的命令，该报暂停出版，因此停刊。
1917年，在布尔什维克党内商议是否举行武装起义推翻临时政府时，格里戈里·季诺维也夫与加米涅夫是党内仅有的两位投反对票的中央委员，他们在《新生活报》上泄露了此事，这后来在大清洗中成为了他反苏维埃的罪状之一。高尔基等人曾在该报上批评过布尔什维克。